# Evropski svet
Evropski svet (mednarodna kratica: EUCO; angleško: European Council) je najvišje politično telo Evropske unije, ki ga sestavljajo predsedniki držav ali vlad članic EU ter predsednik evropske komisije. Uveden je bil leta 1974 na predlog Nemčije in Francije kot politična koordinacija v obliki stalnih srečanj na najvišji ravni.
Redni sestanki evropskega sveta potekajo junija in decembra, voditelji pa sprejemajo najpomembnejše politične odločitve in določajo politične smernice za prihodnost (npr. o institucionalni reformi EU, razvoju skupnih politik). Neformalni sestanki sveta prav tako potekajo dvakrat letno (marca in oktobra) in so namenjeni obravnavi aktualnih tem (npr. zaposlovalna politika). Evropski svet je tista institucija, ki ima najpomembnejšo vlogo pri določanju skupne zunanje in varnostne politike.
Evropski svet moramo razlikovati od Sveta Evrope, ki je od Evropske unije povsem neodvisna mednarodna organizacija 43 članic s sedežem v Strasbourgu, kot tudi od Sveta Evropske unije, ki je ločena, četudi povezana inštitucija EU.

## Področje delovanja
Čeprav Evropski svet nima zakonodajne oblasti, je strateško telo (tudi za reševanje kriz), ki uniji daje splošne politične smernice in prednostne naloge ter deluje kot kolektivno predsedstvo. Evropska komisija je edina pobudnica zakonodaje, vendar Evropski svet določa splošne smernice za zakonodajno politiko.
Zasedanja Evropskega sveta, ki se še vedno običajno (vrhovi EU), vodi predsednik in potekajo vsaj dvakrat na šest mesecev; običajno v stavbi Europa v Bruslju. Večina odločitev v Evropskem svetu se sprejema s soglasjem. Obstajajo posebni primeri, ko Pogodbe EU omogočajo drugačen način sprejemanja odločitev, kot je večinsko glasovanje.

## Zgodovina
Evropski svet je uradno pridobil status institucije EU po Lizbonski pogodbi leta 2007, ločeno od Sveta Evropske unije (Sveta ministrov). Pred tem so bili prvi vrhovi voditeljev držav ali vlad EU februarja in julija 1961 (v Parizu oziroma Bonnu ). Šlo je za neformalne vrhove voditeljev Evropske skupnosti, ki so se začeli zaradi negodovanja takratnega francoskega predsednika Charlesa de Gaulla nad prevlado nadnacionalnih institucij (predvsem Evropske komisije ) nad integracijskim procesom, a so zamrli. Prvi vpliven vrh po odhodu de Gaulla je bil vrh v Haagu leta 1969, ki je dosegel dogovor o sprejemu Združenega kraljestva v Skupnost in začel zunanjepolitično sodelovanje (Evropsko politično sodelovanje), ki je povezovanje popeljalo onkraj gospodarstva. 

## Sestava
Člani Evropskega sveta so izvršilni vodje vsake od držav članic Evropske unije in predsednik Evropskega sveta ter predsednik Evropske komisije, ki pa nimata glasovalnih pravic. Število vseh članov je tako trenutno 29; 27 predstavnikov držav in dva predstavnika Evropske unije.

### Predsednik Evropskega sveta
Predsednik sveta ima predvsem politično vlogo, ki organizira in predseduje političnim sestankom Evropske unije.  Po sestankih poroča evropskem parlamentu. Prav tako je zastopnik Unije v eni osebi za skupno evropsko zunanjo in varnostno politiko, ki ni podrejen Visokemu predstavniku za zunanjo in varnostno politiko Evropske unije. Predsednik ima svoj urad, a nekatere funkcije sovpadajo tudi s predsednikom Evropske komisije in Visokim predstavnikov za zunanjo in varnostno politiko.  

### Seznam predsednikov
| Obdobje | Obdobje | Predsednik                                                               | Država              |
| ------- | ------- | ------------------------------------------------------------------------ | ------------------- |
| 1958    | Jan–Jun | Achille Van Acker Gaston Eyskens (od 26. junija)                         | Belgija             |
| 1958    | Jul–Dec | Konrad Adenauer                                                          | Zahodna Nemčija     |
| 1959    | Jan–Jun | Charles de Gaulle                                                        | Francija            |
| 1959    | Jul–Dec | Antonio Segni                                                            | Italija             |
| 1960    | Jan–Jun | Pierre Werner                                                            | Luksemburg          |
| 1960    | Jul–Dec | Jan de Quay                                                              | Nizozemska          |
| 1961    | Jan–Jun | Gaston Eyskens [2] Théo Lefèvre (od 25. aprila)                          | Belgija             |
| 1961    | Jul–Dec | Konrad Adenauer [2]                                                      | Zahodna Nemčija     |
| 1962    | Jan–Jun | Charles de Gaulle [2]                                                    | Francija            |
| 1962    | Jul–Dec | Amintore Fanfani                                                         | Italija             |
| 1963    | Jan–Jun | Pierre Werner [2]                                                        | Luksemburg          |
| 1963    | Jul–Dec | Jan de Quay [2] Victor Marijnen (od 24. julija)                          | Nizozemska          |
| 1964    | Jan–Jun | Théo Lefèvre [2]                                                         | Belgija             |
| 1964    | Jul–Dec | Ludwig Erhard                                                            | Zahodna Nemčija     |
| 1965    | Jan–Jun | Charles de Gaulle [3]                                                    | Francija            |
| 1965    | Jul–Dec | Aldo Moro                                                                | Italija             |
| 1966    | Jan–Jun | Pierre Werner [3]                                                        | Luksemburg          |
| 1966    | Jul–Dec | Jo Cals Jelle Zijlstra (od 22. novembra                                  | Nizozemska          |
| 1967    | Jan–Jun | Paul Vanden Boeynants                                                    | Belgija             |
| 1967    | Jul–Dec | Kurt Georg Kiesinger                                                     | Zahodna Nemčija     |
| 1968    | Jan–Jun | Charles de Gaulle [4]                                                    | Francija            |
| 1968    | Jul–Dec | Giovanni Leone Mariano Rumor (od 12. decembra)                           | Italija             |
| 1969    | Jan–Jun | Pierre Werner [4]                                                        | Luksemburg          |
| 1969    | Jul–Dec | Piet de Jong                                                             | Nizozemska          |
| 1970    | Jan–Jun | Gaston Eyskens [3]                                                       | Belgija             |
| 1970    | Jul–Dec | Willy Brandt                                                             | Zahodna Nemčija     |
| 1971    | Jan–Jun | Georges Pompidou                                                         | Francija            |
| 1971    | Jul–Dec | Emilio Colombo                                                           | Italija             |
| 1972    | Jan–Jun | Pierre Werner [5]                                                        | Luksemburg          |
| 1972    | Jul–Dec | Barend Biesheuvel                                                        | Nizozemska          |
| 1973    | Jan–Jun | Gaston Eyskens [4] Edmond Leburton (od 26. januarja)                     | Belgija             |
| 1973    | Jul–Dec | Anker Jørgensen Poul Hartling (od 19. decembra)                          | Danska              |
| 1974    | Jan–Jun | Willy Brandt [2] Walter Scheel (7.–16. maj) Helmut Schmidt (od 16. maja) | Zahodna Nemčija     |
| 1974    | Jul–Dec | Valéry Giscard d'Estaing                                                 | Francija            |
| 1975    | Jan–Jun | Liam Cosgrave                                                            | Irska               |
| 1975    | Jul–Dec | Aldo Moro [2]                                                            | Italija             |
| 1976    | Jan–Jun | Gaston Thorn                                                             | Luksemburg          |
| 1976    | Jul–Dec | Joop den Uyl                                                             | Nizozemska          |
| 1977    | Jan–Jun | James Callaghan                                                          | Združeno kraljestvo |
| 1977    | Jul–Dec | Leo Tindemans                                                            | Belgija             |
| 1978    | Jan–Jun | Anker Jørgensen [2]                                                      | Danska              |
| 1978    | Jul–Dec | Helmut Schmidt [2]                                                       | Zahodna Nemčija     |
| 1979    | Jan–Jun | Valéry Giscard d'Estaing [2]                                             | Francija            |
| 1979    | Jul–Dec | Jack Lynch Charles Haughey (od 11. decembra)                             | Irska               |
| 1980    | Jan–Jun | Francesco Cossiga                                                        | Italija             |
| 1980    | Jul–Dec | Pierre Werner [6]                                                        | Luksemburg          |
| 1981    | Jan–Jun | Dries van Agt                                                            | Nizozemska          |
| 1981    | Jul–Dec | Margaret Thatcher                                                        | Združeno kraljestvo |
| 1982    | Jan–Jun | Wilfried Martens                                                         | Belgija             |
| 1982    | Jul–Dec | Anker Jørgensen [3] Poul Schlüter (od 10. septembra)                     | Danska              |
| 1983    | Jan–Jun | Helmut Kohl                                                              | Zahodna Nemčija     |
| 1983    | Jul–Dec | Andreas Papandreou                                                       | Grčija              |
| 1984    | Jan–Jun | François Mitterrand                                                      | Francija            |
| 1984    | Jul–Dec | Garret FitzGerald                                                        | Irska               |
| 1985    | Jan–Jun | Bettino Craxi                                                            | Italija             |
| 1985    | Jul–Dec | Jacques Santer                                                           | Luksemburg          |
| 1986    | Jan–Jun | Ruud Lubbers                                                             | Nizozemska          |
| 1986    | Jul–Dec | Margaret Thatcher [2]                                                    | Združeno kraljestvo |
| 1987    | Jan–Jun | Wilfried Martens [2]                                                     | Belgija             |
| 1987    | Jul–Dec | Poul Schlüter [2]                                                        | Danska              |
| 1988    | Jan–Jun | Helmut Kohl [2]                                                          | Zahodna Nemčija     |
| 1988    | Jul–Dec | Andreas Papandreou [2]                                                   | Grčija              |
| 1989    | Jan–Jun | Felipe González                                                          | Španija             |
| 1989    | Jul–Dec | François Mitterrand [2]                                                  | Francija            |
| 1990    | Jan–Jun | Charles Haughey [2]                                                      | Irska               |
| 1990    | Jul–Dec | Giulio Andreotti                                                         | Italija             |
| 1991    | Jan–Jun | Jacques Santer [2]                                                       | Luksemburg          |
| 1991    | Jul–Dec | Ruud Lubbers [2]                                                         | Nizozemska          |
| 1992    | Jan–Jun | Aníbal Cavaco Silva                                                      | Portugal            |
| 1992    | Jul–Dec | John Major                                                               | Združeno kraljestvo |
| 1993    | Jan–Jun | Poul Schlüter [3] Poul Nyrup Rasmussen (od 25. januarja)                 | Danska              |
| 1993    | Jul–Dec | Jean-Luc Dehaene                                                         | Belgija             |
| 1994    | Jan–Jun | Andreas Papandreou [3]                                                   | Grčija              |
| 1994    | Jul–Dec | Helmut Kohl [3]                                                          | Nemčija             |
| 1995    | Jan–Jun | François Mitterrand [3] Jacques Chirac (od 17. maja)                     | Francija            |
| 1995    | Jul–Dec | Felipe González [2]                                                      | Španija             |
| 1996    | Jan–Jun | Lamberto Dini Romano Prodi (od 17. maja)                                 | Italija             |
| 1996    | Jul–Dec | John Bruton                                                              | Irska               |
| 1997    | Jan–Jun | Wim Kok                                                                  | Nizozemska          |
| 1997    | Jul–Dec | Jean-Claude Juncker                                                      | Luksemburg          |
| 1998    | Jan–Jun | Tony Blair                                                               | Združeno kraljestvo |
| 1998    | Jul–Dec | Viktor Klima                                                             | Avstrija            |
| 1999    | Jan–Jun | Gerhard Schröder                                                         | Nemčija             |
| 1999    | Jul–Dec | Paavo Lipponen                                                           | Finska              |
| 2000    | Jan–Jun | António Guterres                                                         | Portugalska         |
| 2000    | Jul–Dec | Jacques Chirac [2]                                                       | Francija            |
| 2001    | Jan–Jun | Göran Persson                                                            | Švedska             |
| 2001    | Jul–Dec | Guy Verhofstadt                                                          | Belgija             |
| 2002    | Jan–Jun | José María Aznar                                                         | Španija             |
| 2002    | Jul–Dec | Anders Fogh Rasmussen                                                    | Danska              |
| 2003    | Jan–Jun | Costas Simitis                                                           | Grčija              |
| 2003    | Jul–Dec | Silvio Berlusconi                                                        | Italija             |
| 2004    | Jan–Jun | Bertie Ahern                                                             | Irska               |
| 2004    | Jul–Dec | Jan Peter Balkenende                                                     | Nizozemska          |
| 2005    | Jan–Jun | Jean-Claude Juncker [2]                                                  | Luksemburg          |
| 2005    | Jul–Dec | Tony Blair [2]                                                           | Združeno kraljestvo |
| 2006    | Jan–Jun | Wolfgang Schüssel                                                        | Avstrija            |
| 2006    | Jul–Dec | Matti Vanhanen                                                           | Finska              |
| 2007    | Jan–Jun | Angela Merkel                                                            | Nemčija             |
| 2007    | Jul–Dec | José Sócrates                                                            | Portugalska         |
| 2008    | Jan–Jun | Janez Janša                                                              | Slovenija           |
| 2008    | Jul–Dec | Nicolas Sarkozy                                                          | Francija            |
| 2009    | Jan–Jun | Mirek Topolánek Jan Fischer (od 8. maja)                                 | Češka republika     |
| 2009    | Jul–Dec | Fredrik Reinfeldt                                                        | Švedska             |

### Od leta 2009 stalni predsedniki
| N.             | Portret         | Predsednik (rojstvo-smrt)      | Država  | Začetek mandata  | Konec mandata     | Stranka | Evropska stranka | Evropska stranka                                       | Sklici |
| -------------- | --------------- | ------------------------------ | ------- | ---------------- | ----------------- | ------- | ---------------- | ------------------------------------------------------ | ------ |
| 1              |                 | Herman Van Rompuy (rojen 1947) | Belgija | 1. december 2009 | 30. november 2014 | CD&V    |                  | Evropska ljudska stranka                               | [ 9 ]  |
| 1              | 4 leta, 364 dni | Herman Van Rompuy (rojen 1947) | Belgija |                  |                   | CD&V    |                  | Evropska ljudska stranka                               | [ 9 ]  |
| 2              |                 | Donald Tusk (rojen 1957)       | Poljska | 1. december 2014 | 30. november 2019 | PO      |                  | Evropska ljudska stranka                               | [ 10 ] |
| 2              | 4 leta, 364 dni | Donald Tusk (rojen 1957)       | Poljska |                  |                   | PO      |                  | Evropska ljudska stranka                               | [ 10 ] |
| 3              |                 | Charles Michel (rojen 1975)    | Belgija | 1. december 2019 | 30. november 2024 | MR      |                  | Stranka zavezništva liberalcev in demokratov za Evropo | [ 11 ] |
| 3              | 4 leta, 365 dni | Charles Michel (rojen 1975)    | Belgija |                  |                   | MR      |                  | Stranka zavezništva liberalcev in demokratov za Evropo | [ 11 ] |
|                |                 | Antonio Costa (rojen 1961)     | Belgija | 1. december 2024 |                   | SP      |                  | Stranka evropskih socialistov                          |        |
| 0 let, 107 dni |                 | Antonio Costa (rojen 1961)     | Belgija |                  |                   | SP      |                  | Stranka evropskih socialistov                          |        |

### Člani
| Evropska Unija (non-voting) Član od 1. december 2019 |  | Predsednik Sveta Evrope Charles Michel (Renew – MR)   | Evropska Unija (non-voting) Član od 1. december 2019   |  | Predsednica Evropske komisije Ursula von der Leyen (EPP – CDU) | Republika Avstrija Član od 6. december 2021  |  | Kancler Karl Nehammer (EPP – ÖVP)             |
| Kraljevina Belgija Član od 1. oktober 2020           |  | Predsednik vlade Alexander De Croo (Renew – Open Vld) | Republika Bolgarija Član od 9. april 2024              |  | Predsednik vlade Dimiter Glavčev (Neodvisni)                   | Republika Hrvaška Član od 19. oktober 2016   |  | Predsednik vlade Andrej Plenković (EPP – HDZ) |
| Republika Ciper Član od 28. februar 2023             |  | Predsednik Nikos Hristodulides (Neodvisni)            | Republika Češka Član od 17. december 2021              |  | Predsednik vlade Petr Fiala (ECR – ODS)                        | Danska Član od 27. junij 2019                |  | Predsednica vlade Mette Frederiksen (S&D – S) |
| Republika Estonija Član od 26. januar 2021           |  | Predsednik vlade Kaja Kallas (Renew – ER)             | Republika Finska Član od 20. junij 2023                |  | Predsednik vlade Petteri Orpo (EPP – Kok.)                     | Republika Francija Član od 14. maj 2017      |  | Predsednik Emmanuel Macron (Renew – RE)       |
| Federalna republika Nemčija Član od 8. december 2021 |  | Kancler Olaf Scholz (S&D – SPD)                       | Republika Grčija Član od 26. junij 2023                |  | Predsednik vlade Kyriakos Mitsotakis (EPP – ND)                | Madžarska Član od 29. maj 2010               |  | Predsednik vlade Viktor Orbán (Una. – Fidesz) |
| Republika Irska Član od 9. april 2024                |  | Taoiseach Simon Harris (EPP – FG)                     | Republika Italija Član od 22. oktober 2022             |  | Predsednik vlade Giorgia Meloni (ECR – FdI)                    | Republika Latvija Član od 15. september 2023 |  | Predsednik vlade Evika Siliņa (EPP – V)       |
| Republika Litva Član od 12. julij 2019               |  | Predsednik Gitanas Nausėda (Neodvisni)                | Veliko vojvodstvo Luksemburg Član od 17. november 2023 |  | Predsednik vlade Luc Frieden (EPP – CSV)                       | Republika Malta Član od 13. januar 2020      |  | Predsednik vlade Robert Abela (S&D – PL)      |
| Nizozemska Član od 14. oktober 2010                  |  | Predsednik vlade Mark Rutte (Renew – VVD)             | Republika Poljska Član od 13. december 2023            |  | Predsednik vlade Donald Tusk (EPP – PO)                        | Republika Portugalska Član od 2. april 2024  |  | Predsednik vlade Luís Montenegro (EPP – PSD)  |
| Romunija Član od 21. december 2014                   |  | Predsednk Klaus Iohannis (EPP – PNL)                  | Republika Slovaška Član od 25. oktober 2023            |  | Predsednik vlade Robert Fico (Una. – Smer–SD)                  | Republika Slovenija Član od 1. junij 2022    |  | Predsednik vlade Robert Golob (Renew – GS)    |
| Kraljevina Španija Član od 2. junij 2018             |  | Predsednik vlade Pedro Sánchez (S&D – PSOE)           | Kraljevina Švedska Član od 18. oktober 2022            |  | Predsednik vlade Ulf Kristersson (EPP – M)                     |                                              |  |                                               |

Opombe
1. ↑  Michel je že bil član Sveta od oktobra 2014 do oktobra 2019 kot Predsednik vlade Belgije.
2. ↑  Mitsotakis je že bil  Predsednik vlade, in zato tudi član Sveta, od julija 2019 do maja 2023.
3. ↑  Tusk je že bil član Sveta od novembra 2007 do septembra 2014 kot Predsednik vlade, in od decemebra 2014 do novembra 2019 kot njegov predsednik.
4. ↑  Membership in PNL is formally suspended while in office.
5. ↑  Fico had already been Predsednik vlade, and therefore a member of the Council, from July 2006 to July 2010 and from April 2012 to March 2018.